# Bertossaïta
La bertossaïta és un mineral de la classe dels fosfats. Rep el nom en honor d'Antonio Bertossa, antic director del Servei Geològic de Ruanda. Va ser reconeguda per primera vegada com una fase sense nom per von Knorring (1965) i descrita per von Knorring & Mrose el 1966.

## Característiques
La bertossaïta és un fosfat de fórmula química (Li,Na)₂(Ca,Fe2+,Mn2+)Al₄(PO₄)₄(OH,F)₄. Va ser aprovada com a espècie vàlida per l'Associació Mineralògica Internacional l'any 1965. Cristal·litza en el sistema ortoròmbic, i la seva duresa a l'escala de Mohs és 6. És l'anàleg amb calci de la palermoïta, amb la qual forma una sèrie de solució sòlida. Es pot confondre amb l'ambligonita que té una exfoliació més pronunciada. Es coneixen masses de bertossaïta de fins a 50 kg a la localitat tipus.
Segons la classificació de Nickel-Strunz, la bertossaïta pertany a «08.BH: Fosfats, etc. amb anions addicionals, sense H₂O, amb cations de mida mitjana i gran, (OH, etc.):RO₄ = 1:1» juntament amb els següents minerals: thadeuïta, durangita, isokita, lacroixita, maxwellita, panasqueiraïta, tilasita, drugmanita, bjarebyita, cirrolita, kulanita, penikisita, perloffita, johntomaïta, palermoïta, carminita, sewardita, adelita, arsendescloizita, austinita, cobaltaustinita, conicalcita, duftita, gabrielsonita, nickelaustinita, tangeïta, gottlobita, hermannroseïta, čechita, descloizita, mottramita, pirobelonita, bayldonita, vesignieïta, paganoïta, jagowerita, carlgieseckeïta-(Nd), attakolita i leningradita.

## Formació i jaciments
Va ser descoberta a la pegmatita Buranga del districte de Gatumba, a la Província de l'Oest de Ruanda. També ha estat descrita posteriorment en una altra pegmatita propera, la de Rubindi, així com en altres indrets ubicats a la Xina i a Austràlia.